# Christian Gottlieb Haubold

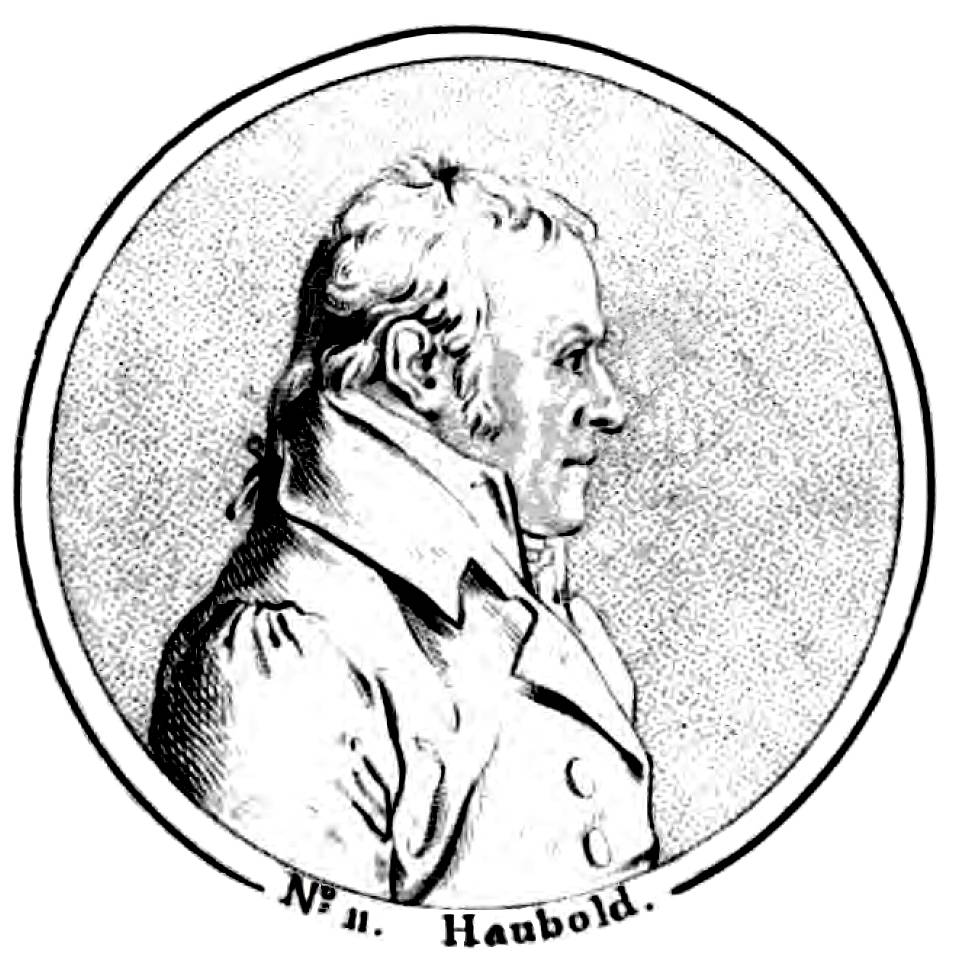
Christian Gottlieb Haubold

Christian Gottlieb Haubold (* 4. November 1766 in Dresden; † 14. März 1824 in Leipzig) war ein Jurist.
Christian Gottlieb Haubold habilitierte sich 1786 an der Universität Leipzig, wurde dort 1789 außerordentlicher Professor der Rechtsaltertümer, 1791 Beisitzer des Oberhofgerichts, 1796 ordentlicher Professor des sächsischen Rechts in Leipzig, 1802 Beisitzer der Juristenfakultät, 1816 Oberhofgerichtsrat, 1821 Kapitular des Hochstifts Merseburg und starb am 14. März 1824. Zwischen 1822 und 1824 war Haubold Akademischer Deputierter in den die Academicos betreffenden Angelegenheiten, welcher nach § 17 des Regulativs vom 28. April 1822 neben dem Criminalrichter zu signieren und zu unterschreiben hatte.
Seit 1790 war Haubold Mitglied der Freimaurerloge Minerva zu den drei Palmen in Leipzig.
Von seinen auf das römische Recht bezüglichen Schriften sind hervorzuheben:
- Institutiones juris romani litterariae (C. Hinrichs, Leipzig 1809);
- Institutionum juris romani privati historico dogmaticarum lineamenta (Leipzig 1814, 2 Bände; 2. Auflage hrsg. von Carolus Eduardus Otto, 1826);
- Manuale Basilicorum (Leipzig 1819);
- Doctrinae Pandectarum Lineamenta cum Locis classicis iuris in primis Iustinianei et selecta Litteratura maxime forensi (Leipzig 1820);
- Antiquitates romanae iurisprudentia (Frankfurt 1822) – Digitalisat in der Digitalen Bibliothek Mecklenburg-Vorpommern;
- Antiquitatis romanae monumenta legalia extra liberos iuris Romani sparsa (hrsg. von Ernst Spangenberg, Berlin 1830);
- Lehrbuch des sächsischen Privatrechts (Leipzig. 1820; 3. Auflage von Hansel, 1847–48, 2 Teile);
- Opuscula academica (Leipzig 1825 bis 1829, 2 Bände).